# Catocala desiderata
Catocala desiderata är en fjärilsart som beskrevs av Otto Staudinger 1888. Catocala desiderata ingår i släktet Catocala och familjen nattflyn. Inga underarter finns listade i Catalogue of Life.